# Ниска, Альгот
Альгот Ниска (швед. и фин. Algoth Niska; 5 декабря 1888, Выборг — 28 мая 1954) — финский футболист и контрабандист времён сухого закона. Участник Олимпийских игр 1912 года в составе сборной Финляндии.

## Биография
Родился в 1888 году в Выборге в семье шведскоязычного морского капитана Ивара Альфреда Ниски (ум. 1903) и музыканта Хильды (дев. Шлютер) и был младшим из пяти детей. Трое его старших братьев Адольф, Эстер и Брор были профессиональными певцами, а сестра Айна танцовщицей. Вскоре после смерти отца, семья перебралась в Гельсингфорс. В 1906 году Ниска присоединился к местному клубу «Унитас», с которым в 1908 году стал победителем первого розыгрыша чемпионата Финляндии. В 1910-12 годах был игроком ХИФК. 22 октября 1911 года принял участие в товарищеском матче между сборными Финляндии и Швеции. Этот матч был первым в истории сборной Финляндии, а победу в нём со счётом 2:5 одержала Швеция. В 1912 году он вошёл в состав сборной Финляндии на Олимпийские игры в Стокгольме, где сыграл во всех четырёх матчах. На тех играх Финляндия добилась победы над Италией (3:2 ОТ) и Россией (2:1), но затем допустила два разгромных поражения: 0:4 от Великобритании в полуфинале и 0:9 от Нидерландов в матче за 3-е место, в итоге став четвёртыми. После Олимпиады, Ниска на несколько лет ушёл из футбола, но в 1916 году присоединился к клубу «Киффен», с которым стал чемпионом Финляндии.
Ниска написал две книги: «Yli vihreän rajan» («Через зелёную границу») и «Mina äventyr» («Мои приключения»). Умер 28 мая 1954 года от опухоли головного мозга. Похоронен на кладбище Хиетаниеми.

## Контрабанда
В 1919 году в Финляндии вступил в силу Сухой закон. Ниска получал спиртное с эстонских и немецких кораблей, стоявших в прибрежной зоне Финляндии, а также перевозил напитки из Швеции, где подобного закона не существовало. Он неоднократно попадался властям и даже провёл некоторое время в тюрьме. После выхода из тюрьмы вновь занялся контрабандой и находился в розыске как в Швеции, так и в Финляндии. В 1932 году был депортирован властями Швеции и несколько лет проживал в Риге, Таллине и Данциге. В 1938 году он познакомился с бизнесменом еврейского происхождения Альбертом Амтманом, бежавшим от нацистского преследования в Финляндию, что натолкнуло его на новую идею зароботка. Ниска получал поддельные финские паспорта, которые затем перепродавал немецким евреям. По оценкам, это принесло ему около 2.5 миллионов финских марок (около 800 000 € в наше время). Однако бизнес пришлось прекратить после начала Второй мировой войны, поскольку границы Германии были закрыты.

## Личная жизнь
Был дважды женат. В 1917 году женился на Магде Ауфрихтиг, от которой имел дочь Магду. В 1924 году они развелись. Внук Альгота — Илкка Липсанен, более известный как Danny (р. 1942), известный финский певец.
Во второй раз женился в 1927 году на Селии Андерссон. У них родился сын Якк (р. 1928). Этот брак также закончился разводом.